# Berliner Bildungsprogramm
Das Berliner Bildungsprogramm wurde von der Senatsverwaltung für Jugend, Bildung und Wissenschaft der Stadt Berlin für die Bildung, Erziehung und Betreuung von Kindern in Tageseinrichtungen bis zu ihrem Schuleintritt konzipiert. Dieses Programm erlangte nicht nur in Berlin und Deutschland, sondern auch im Ausland große fachliche Zustimmung.

## Ziel
Zentrales Ziel ist die Förderung aller Kinder bis zum Schulbeginn, um mit den bestmöglichen Voraussetzungen den Wechsel von Kita zur Schule erfolgreich zu bestehen. Es bildet den Rahmen für die Arbeit mit Kindern in Berliner Kindertagesstätten und soll den Erzieherinnen und Erzieher dabei als Hilfe dienen, alle Kinder möglichst umfassend zu fördern und auf die Schule vorzubereiten.

## Entstehung
Aus dem Bedarf und der Notwendigkeit heraus, eine solche fachlichen Rahmenvorgabe für die Erziehung und Förderungen der Kinder in den Berliner Kitas zu entwickeln, wurde der Entwurf für das Rahmenprogramm 2003 verfasst und im Juni desselben Jahres den Fachkreisen und der Öffentlichkeit vorgestellt.
An der daraus resultierenden Überarbeitung des Programms von 2004 haben unter anderem folgende Organisationen und Ämter mitgewirkt:
- alle Berliner Jugendämter
- die in der Liga der freien Wohlfahrtspflege zusammengeschlossene Verbände
- die Gewerkschaften
- der Landeselternausschuss Kindertagesstätten

Im Jahr 2014 wurde das Berliner Bildungsprogramm überarbeitet und erweitert und in einer neuen Auflage herausgegeben.

## Inhalt
Das Berliner Bildungsprogramm ist in folgende Kapitel unterteilt:

### 1.	Zum Bildungsverständnis
- Bildung ist Aneignung und Gestaltung von Welt
- Bildung ist ein aktiver, sinnlicher, sozialer und lustvoller Prozess
- Bildung braucht Bindung und Beziehung
- Bildung braucht Sprache
- Bildung ist Beteiligung und Leistung
- Inklusive Bildung
- Bildung und Gesundheit
- Bildung braucht Weltorientierung
- Bildung für eine nachhaltige Entwicklung
- Ethische und religiöse Werte

### 2.	Ziele pädagogischen Handelns: Kompetenzen stärken
- Kinder in der Ich-Kompetenz stärken
- Kinder in ihren Sozialkompetenzen stärken
- Kinder in ihren Sachkompetenzen stärken
- Kinder in ihren lernmethodischen Kompetenzen stärken

### 3.	Zur Gestaltung von Bildungsprozessen
- Merkmale frühkindlicher Bildungsprozesse
- Pädagogisch-methodische Aufgaben
- Bildungs- und Entwicklungsprozesse beobachten und dokumentieren
- Das alltägliche Leben mit Kindern gestalten
- Erlebnisreiche und erfüllende Spiele anregen
- Projekte planen und gestalten
- Anregungsreiche Räume gestalten

### 7.	Bildungsbereiche
- Bildungsbereich: Gesundheit
- Bildungsbereich: Soziales und kulturelles Leben
- Bildungsbereich: Kommunikation: Sprachen, Schriftkultur und Medien
- Bildungsbereich: Kunst: Bildnerisches Gestalten, Musik, Theaterspiel
- Bildungsbereich: Mathematische Grunderfahrungen
- Bildungsbereich: Naturwissenschaftliche und technische Grunderfahrungen